# Rohov (Tschechien)

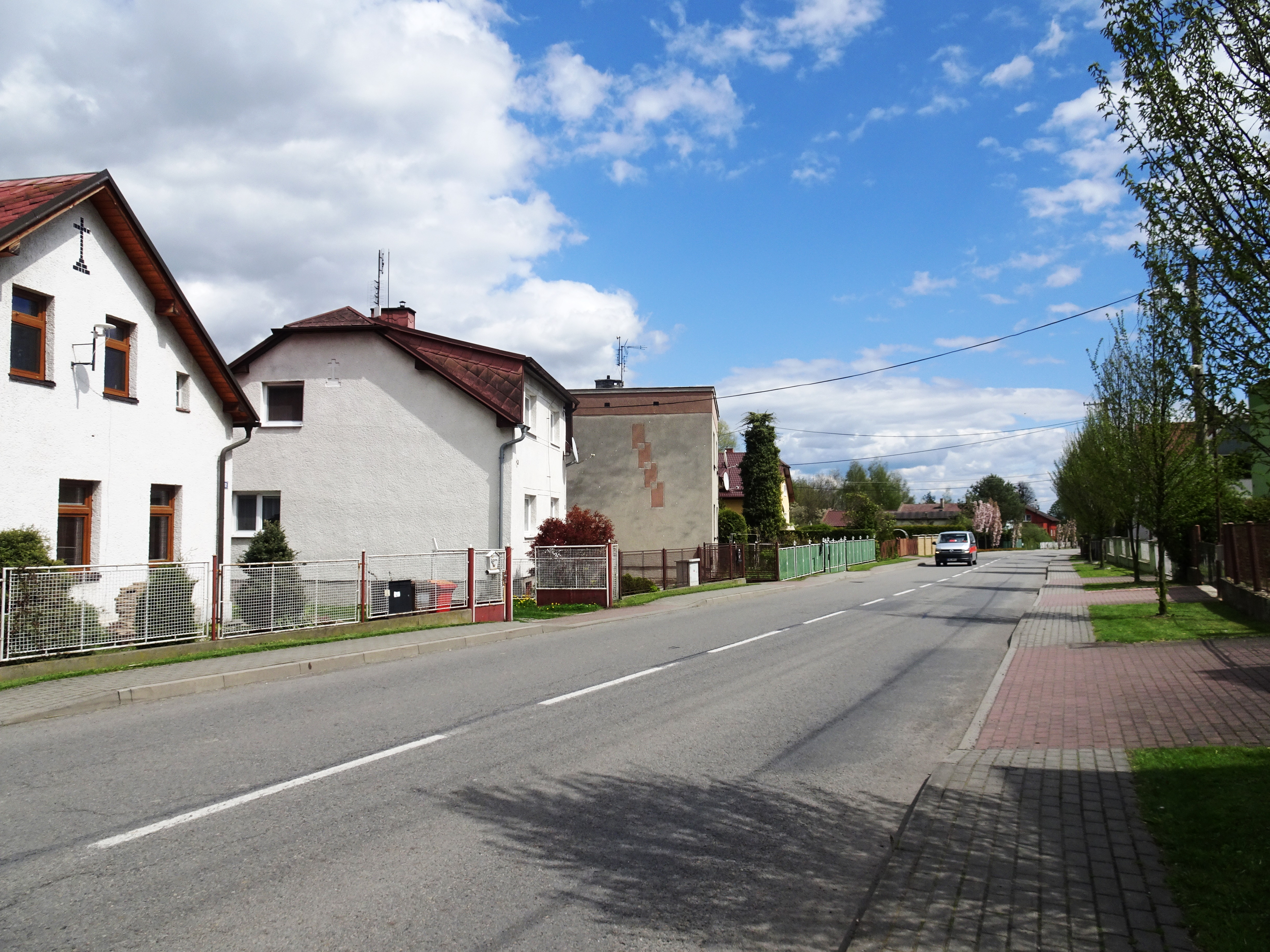
Hauptstraße

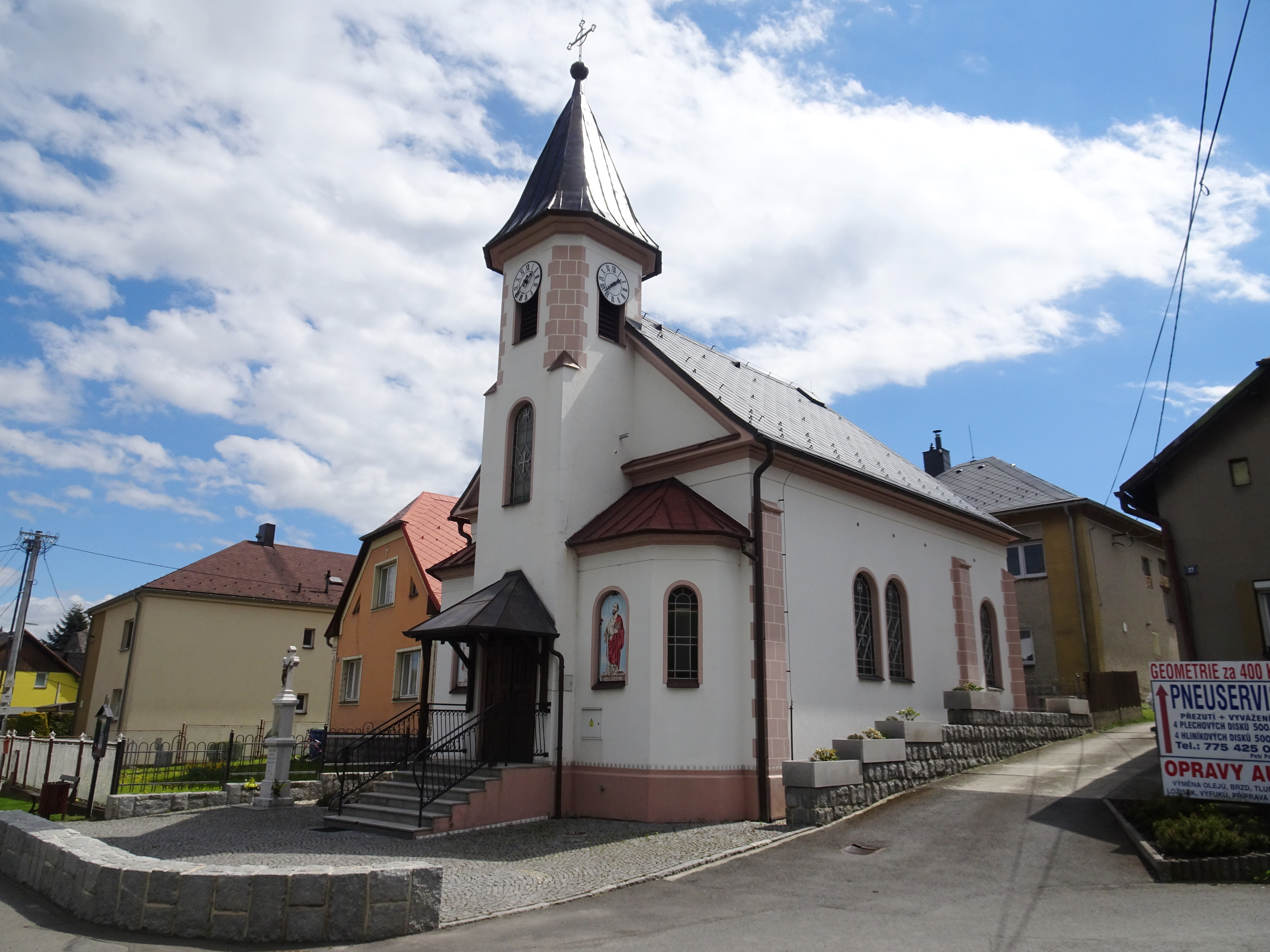
Kapelle St. Peter und Paul

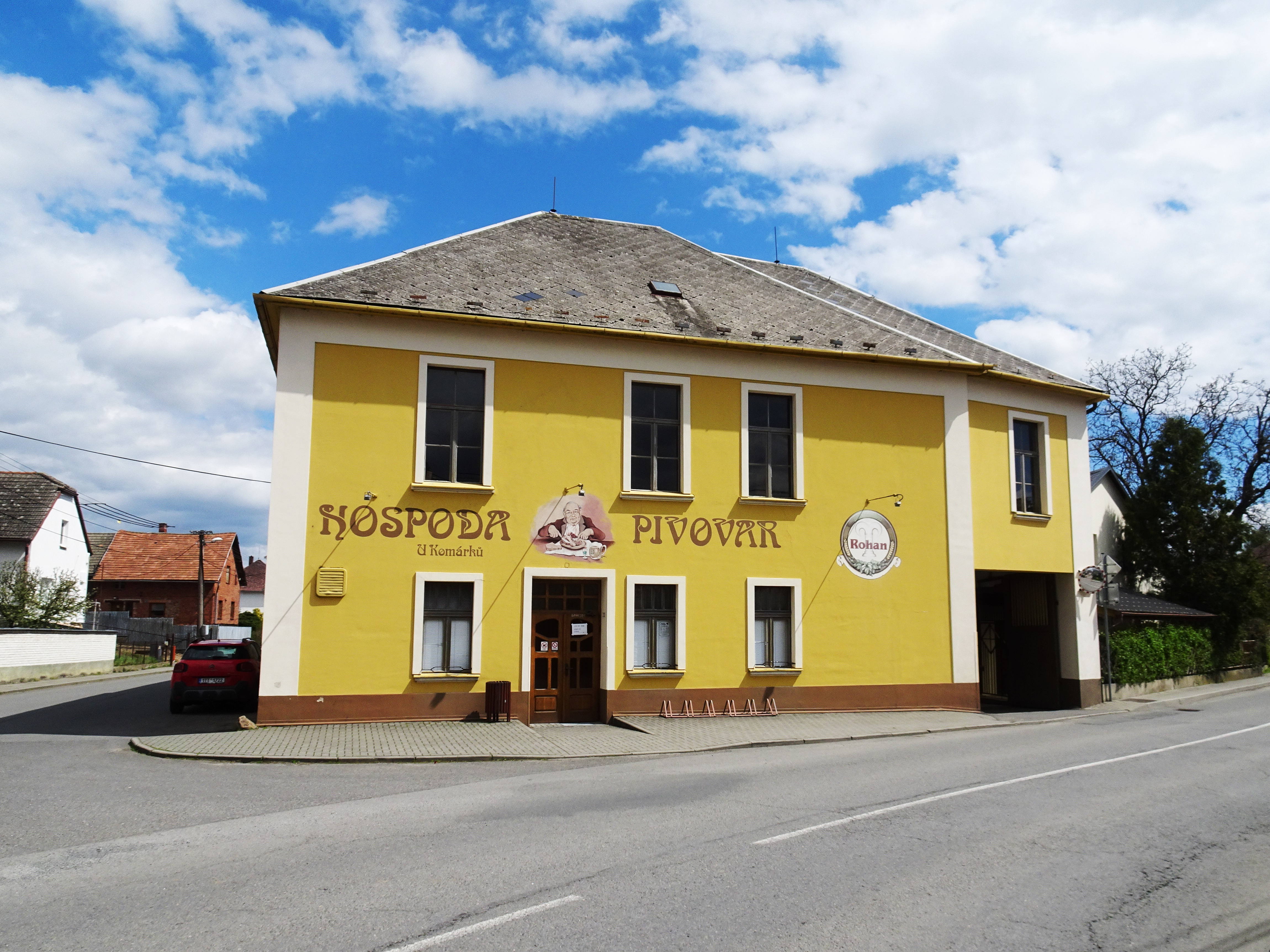
Braugasthof U Komárků

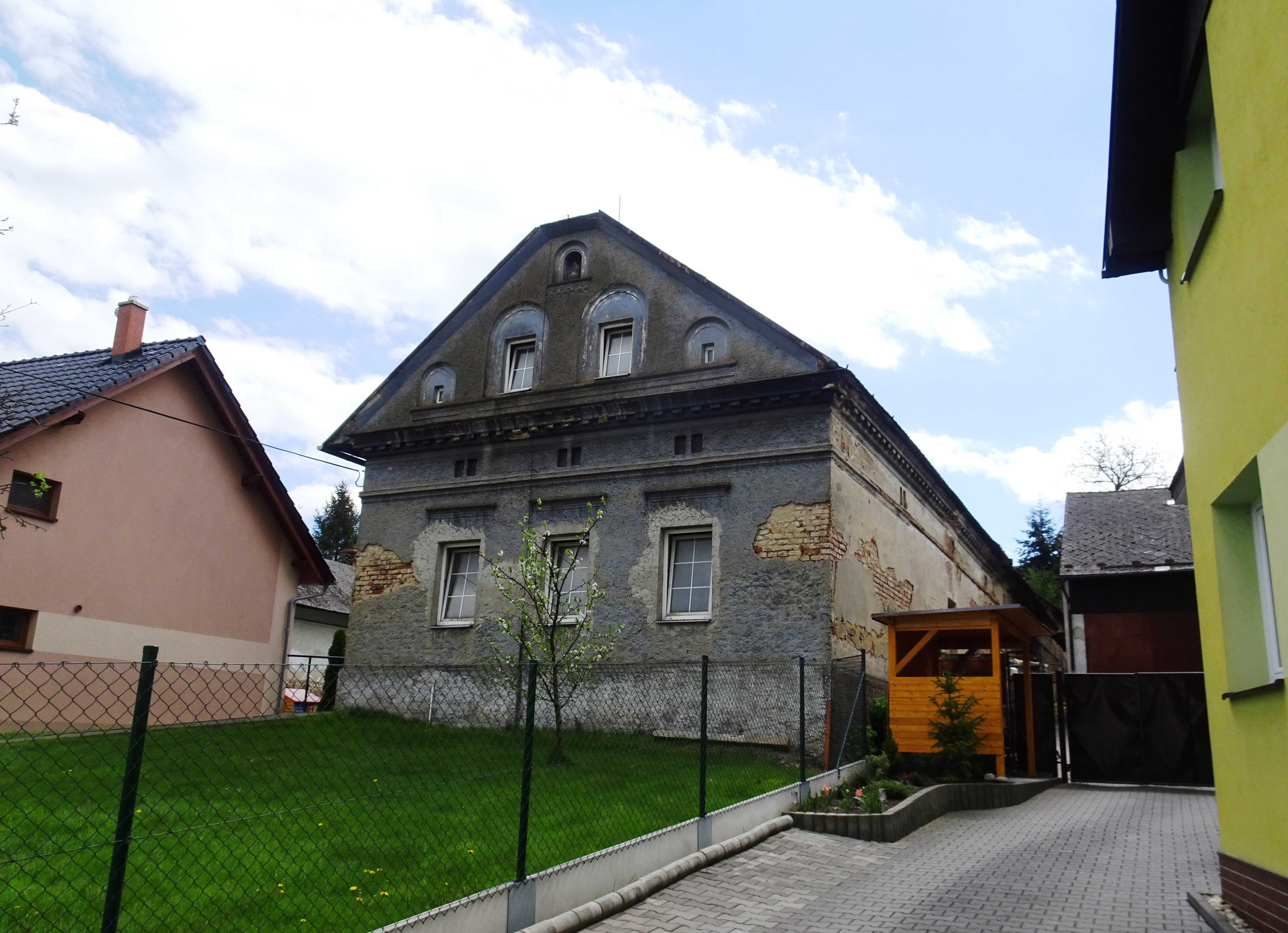
Gehöft Nr. 20

Rohov (deutsch Rohow, 1939–45 Rohau, polnisch Rogów) ist eine Gemeinde in Tschechien. Sie liegt 15 Kilometer nordöstlich des Stadtzentrums von Opava (Troppau) an der polnischen Grenze und gehört zum Okres Opava.

## Geographie
Das Angerdorf Rohov befindet sich an einem linken Zufluss zum Bach Strahovický potok in der Hlučínská pahorkatina (Hultschiner Hügelland). Durch den Ort führt die Staatsstraße I/46 von Opava nach Racibórz (Ratibor), von der im Ort die II/466 nach Píšť (Sandau) abzweigt. Im Westen und Osten verläuft die Staatsgrenze zu Polen. Südwestlich liegt der Gipssteinbruch Kobeřice.
Nachbarorte sind Sudice (Zauditz) und Pietraszyn (Klein Peterwitz) im Norden, Bojanów (Bojanow) im Nordosten, Krzanowice (Kranowitz) und Borucin (Borutin) im Osten, Chabowiec (Chabowetz) und Strahovice (Strandorf) im Südosten, Dvůr (Neustrandorf), Padělky (Neu-Werdenberg) und Kobeřice (Köberwitz) im Süden, Vrbka (Weidental), Služovice (Schlausewitz) und Hněvošice (Schreibersdorf) im Südwesten, Przysieczna (Wegen) und Ściborzyce Wielkie (Steuberwitz) im Westen sowie Dzierżysław (Dirschel) und Třebom (Thröm) im Nordwesten.

## Geschichte
Die erste urkundliche Erwähnung erfolgte 1349 unter dem Namen Rogaw im Troppauer Stadtbuch. Damals wurde das im Herzogtum Troppau gelegene Dorf zur Leistung des Brückenkorns – einer Naturalienabgabe für die Unterhaltung der städtischen Brücken und Wege – verpflichtet. Bei der Teilung des Herzogtums Troppau im Jahre 1377 gehörte Rogaw zusammen mit Boleslav (Boleslau), Křenovice (Kranowitz), Šamařovice (Schammerwitz), Strahovice (Strandorf), Sudice (Zauditz), Petřatín (Klein Peterwitz) und Stibořice (Steuberwitz) zu den Boleslauer Gütern des Žibřid von Křenovice und fiel in den Anteil des Herzogs Johann I.
Im 15. Jahrhundert wird Otík von Rohov mehrmals als Besitzer eines Teils von Rohov erwähnt. Später folgten die Ritter Schamarzowsky von Rohow (Šamařovští z Rohova), die in der Gegend gut begütert waren und westlich von Rohov die Feste Světlov errichteten. Seine Güter Kuchelna und Strandorf verkaufte Wenzel Schamarzowsky von Rohow 1608 für 14.500 Taler an Bernhard Lichnowsky von Woschtitz.
Das Gut Rohow gehörte im 16. Jahrhundert zunächst den Herren Karwinsky von Karwin; ihnen folgten die Herren von Drahotusch, die das Gut mit ihrer Herrschaft Beneschau verbanden. Bei der Teilung der Herrschaft Beneschau wurde Rohow 1619 an den Köberwitzer Anteil angeschlossen. In der nachfolgenden Zeit wurde das Gut mehrmals verkauft. An der Stelle der vermutlich im Dreißigjährigen Krieg zerstörten Feste Světlov entstand der Hof Světlovec. Am 24. Juni 1676 veräußerten Regina Katharina von Orlick und Anna Maria von Jakockow das Gut Rohow mit dem Pertinenzgut Swietlowitz an Karl Maximilian von Lichnowsky. Nachfolgend gehörte Rohow immer zum Fideikommiss Kuchelna der späteren Fürsten Lichnowsky. Im Karolinischen Kataster von 1721 sind für Rohow ein Meierhof, eine herrschaftliche Schänke, 16 Bauernwirtschaften und 21 Gärtnerstellen aufgeführt. Grundherr des zum Herzogtum Jägerndorf gehörigen Dorfes war Franz Bernhard Lichnowsky von Woschtitz.
Nach dem Ersten Schlesischen Krieg fiel Rohow 1742 wie fast ganz Schlesien an Preußen. 1743 wurde das zum (preußischen) Fürstentumsanteil Jägerndorf gehörige Dorf dem neugebildeten Kreis Leobschütz zugeordnet. Ab 1797 wurde in Rohow unterrichtet, ein Schulhaus bestand seit 1819. Im Zuge der Kreisreform vom 1. Januar 1818 wurde Rohow dem Kreis Ratibor zugewiesen. 1830 standen in Rohow 82 Häuser; das Dorf hatte 402 katholische Einwohner. Im Ort gab es ein herrschaftliches Vorwerk und eine katholische Schule. Ein weiteres Vorwerk – Swietlowitz – lag eine Viertelmeile westlich. Pfarrort war Zauditz. Das Schulhaus wurde 1836 umgebaut. Im Jahre 1845 bestand Rohow bzw. Rochow aus 82 Häusern. Im Dorf mit 565 Einwohnern, darunter 15 Protestanten, gab es ein Vorwerk, eine Ölstampfe, ein Wirtshaus und eine katholische Schule. Abseits lag das Vorwerk Swietlowitz bzw. Swietlowice. Besitzer der Herrschaft war Felix von Lichnowsky. Das Gut unterstand dem Liechtensteinschen Fürstentumsgericht zu Leobschütz, die Gemeinde den Patrimonialgerichten des Fideikommisses Kuchelna. Nach einem Brand wurde die Schule 1861 neu errichtet. Im Jahre 1864 gliederte sich die Gemarkung Rohow, auch Rochovo bzw. Rochow genannt, in die Gemeinde und das Rittergut. Die Gemeinde bestand aus 16 Bauernhöfen, 15 Gärtnern, 13 Halbgärtnern und 25 Häuslerstellen. In der Schule wurden 110 Kinder unterrichtet. Zu Rohow gehörten 1353 Morgen guten Bodens, davon 1181 Morgen Ackerland. Zum Rittergut Rohow mit dem angeschlossenen Pertinenzgut Swietlowetz bzw. Swietlovice gehörten u. a. eine Schäferei und 1345 Morgen Land, davon 1183 Morgen Acker. 1869 bestand Rohow aus 96 Häusern und hatte 659 Einwohner. Im Mai 1874 wurden die Landgemeinde und der Gutsbezirk Rohow Teil des Amtsbezirkes Kuchelna. 1897 wurde ein neues Schulgebäude errichtet. Im Jahre 1900 hatte Rohow 675 Einwohner, 1910 waren es 702. Der Hof Swietlowetz wurde um 1910 in Lichtenhof umbenannt.
Aufgrund des Versailler Vertrages von 1919 wurde Rohow am 4. Februar 1920 als Teil des Hultschiner Ländchens der Tschechoslowakei zugeschlagen. Die neue Grenze zum Deutschen Reich verlief im Westen zunächst entlang der Bilawoda und war östlich ebenfalls durch den Lauf der Bilawoda und ihres Zuflusses Strahovický potok bestimmt. Beim Zensus von 1921 lebten in den 120 Häusern der Gemeinde Rohov/Rohow 709 Personen, darunter 640 Tschechen und 41 Deutsche. Im Ort gab es ein Wirtshaus, einen Laden, zwei Bäcker, eine Schmiede und eine Tischlerei; die Gemarkung umfasste seinerzeit eine Fläche von 692 ha. Im Dezember 1922 wurde eine Grenzkorrektur beschlossen, in deren Folge am 8. März 1923 die Rückgabe des Hofes Světlovec/Lichtenhof und der Einschicht Podrohovčí/Wegen an Preußen vollzogen wurde. 1928 wurde die Gemeinde Rohov in den Okres Opava / Bezirk Troppau umgegliedert. Im Jahre 1930 lebten in den 120 Häusern von Rohov/Rohow 607 Personen.
Nach dem Münchener Abkommen wurde Rohow am 8. Oktober 1938 zusammen mit dem Hultschiner Ländchen vom Deutschen Reich besetzt. Die Gemeinde gehörte nunmehr zum Landkreis Hultschin, der 1939 dem Landkreis Ratibor in der preußischen Provinz Oberschlesien eingegliedert wurde. In dieser Zeit erfolgte eine Änderung des Gemeindenamens in Rohau. Am 17. Januar 1939 wurde der Amtsbezirk Zauditz aus den Gemeinden Köberwitz, Rohau, Thröm und Zauditz neu gebildet. Die vorgesehene Umbenennung in Rochau (Kr. Ratibor) wurde nicht mehr wirksam. Im April 1945 erlitt Rohau während der Mährisch-Ostrauer Operation schwere Schäden.
Nach dem Ende des Zweiten Weltkriegs kam Rohov an die Tschechoslowakei zurück und wurde erneut dem Okres Hlučín zugeordnet. 1947 wurde die neue Schule fertiggestellt. Im Jahre 1950 bestand Rohov aus 122 Häusern und hatte 538 Einwohner. Im Zuge der Gebietsreform von 1960 erfolgte die Aufhebung des Okres Hlučín; ab 1961 wurde Rohov Teil des Okres Opava. 1970 lebten in den 118 Häusern von Rohov 646 Personen. Mit Beginn des Jahres 1979 erfolgte die Eingemeindung nach Sudice. Nach der Samtenen Revolution löste sich Rohov zum 24. November 1990 wieder von Sudice los und bildete eine eigene Gemeinde. 1991 lebten in den 155 Häusern der Gemeinde 592 Menschen. Beim Zensus von 2011 hatte Rohov 618 Einwohner und bestand aus 163 Wohnhäusern.

## Gemeindegliederung
Für die Gemeinde Rohov sind keine Ortsteile ausgewiesen. Das Gemeindegebiet bildet einen Katastralbezirk.

## Partnergemeinden
- Gmina Kietrz, Polen[9]

## Sehenswürdigkeiten
- Kapelle St. Peter und Paul, errichtet 1932. Der Anbau der Sakristei erfolgte 1993. Im Jahre 2008 wurde die Kapelle saniert.
- Haus Nr. 20, Ziegelbau aus dem Jahre 1861 mit vorspringenden Giebel in für das Hultschiner Ländchen typischen Volksbauweise, Kulturdenkmal
- Zweigeschossiger gezimmerter Speicher in Volksbauweise, beim Haus Nr. 47, errichtet am Übergang vom 18. zum 19. Jahrhunderts
- Gedenkstein für die Gefallenen des Ersten Weltkrieges
- Gedenkstein für die Opfer des Zweiten Weltkrieges
- Bildstock
- Mehrere Wegkreuze